# اسپاگتی آلا پوتانسکا
اسپاگتی آلا پوتانِسکا (به ایتالیایی می‌شود تلفظ [spaˈɡetti alla puttaˈneska]) (اسپاگتی معمولی یا اسپاگتی ساده)  یا پاستا پوتانسکا یک غذای پاستای ایتالیایی است که در اواسط قرن بیستم در ناپل اختراع شد و معمولاً با گوجه فرنگی، روغن زیتون، زیتون، فلفل چیلی، کاپاریس و سیر — با ورمیشل یا پاستا اسپاگتی درست می‌شود. 

## خاستگاه
دستور العمل‌های مختلفی در کتاب‌های آشپزی ایتالیایی که به قرن نوزدهم برمی گردند، انواع سس‌های پاستا را به نام‌های مختلف آورده اند که بسیار شبیه به پوتانسکای امروزی هستند. یکی از قدیمی‌ترین موارد به سال ۱۸۴۴ بازمی‌گردد، زمانی که ایپولیتو کاوالکانتی، درکتاب آشپزی نظری-عملی (Cucina teorico-pratica)، دستوری از غذاهای محبوب ناپلی‌ها را گنجانده بود که آن را " ورمیشل مخلوط با زیتون، کاپاریس و سس ماهی آنچوی(Vermicelli all'oglio con olive capperi ed alici salse) " نامید. سپس در دیگر کتاب‌های آشپزی ناپل اشارات پراکنده ای به آن شده است،تا اینکه در سال ۱۹۳۱، باشگاه گردشگری ایتالیا در راهنمای غذاهای ایتالیایی ، آن را در فهرست غذاهای خاص کامپانیا قرار داد و آن را ماکارونی مارینارا (Maccheroni alla marinara) نامید، که دستور پخت پیشنهادی آن به دستور درست کردن سس پوتانسکای امروزی نزدیک است. در ناپل، این نوع سس پاستا معمولاً با نام زیتون و کاپاریس (aulive e chiappariell) شناخته می‌شود.
این غذا با نام فعلی خود برای اولین بار در ادبیات غذاشناسی در دهه ۱۹۶۰ ظاهر شد. اولین یادکرد شناخته شده از واژه پاستا آلا پوتانسکا در اثری به نام زخم فانی (فریتو اِ مورته) اثر رافائله لا کاپریا آورده شده است ، در این رمان ایتالیایی که در سال ۱۹۶۱ منتشر شد ، به «اسپاگتی آلا پوتانسکا همان‌طور که در سیراکوز می‌پزند» اشاره می شود. به گفته اتحادیه حرفه ای پاستاسازان ایتالیا، سس این پاستا در دهه ۱۹۶۰ رایج شد.
اگرچه نسخه ۱۹۷۱ قاشق نقره‌ای (Cucchiaio d'argento)، یکی از برجسته‌ترین کتاب‌های آشپزی ایتالیا، دستور پختی با نام پوتانسکا ندارد، اما دو دستور پخت مشابه با آن را آورده است: اسپاگتی ناپلی آلا پارتنوپه، که با آنچوی ومقادیر فراوانی اورگانو درست می‌شود؛ و اسپاگتی آلا سیسیلیانا که با افزودن فلفل سبز مشخص می‌شود. باز هم سبک سیسیلی دیگری نیز در اطراف پالرمو رایج است که شامل زیتون، آنچوی و کشمش است.
در مقاله‌ای در سال ۲۰۰۵ در روزنامه ایل گلفو (خلیج) - روزنامه‌ای که به جزایر ایتالیایی ایسکیا و پروسیدا سرویس می‌دهد - خبرنگاری به نام آناریتا کومو اظهار داشت که سوگو آلا پوتانسکا در دهه ۱۹۵۰ توسط ساندرو پتی، یکی از مالکان رانسیو فلونه، یک رستوران و محل شبانه معروف در جزیره ایسکیا، اختراع شد. به گفته کومو، لحظه الهام پتی زمانی فرا رسید که نیمه شبی پتی گروهی از مشتریان را دید که پشت یکی از میزهای او نشسته بودند. او مواد اولیه کمی داشت و به آنها گفت که به اندازه کافی مواد برای تهیه یک وعده غذایی برای آنها را ندارد. آنها شکایت کردند که دیر شده‌است و گرسنه هستند و گفتند: «Facci una puttanata qualsiasi» یعنی «هر ...... که داری برای ما درست کن». [a] پتی چیزی بیش از چهار گوجه فرنگی، دو زیتون و مقداری کاپاریس نداشت (که در واقع الان مواد اولیه سوگو (سس) هستند)، پتی بعدها به کومو گفت: «بنابراین من از آنها برای تهیه سس اسپاگتی استفاده کردم.» بعداً پتی این غذا را تحت عنوان اسپاگتی آلا پوتانسکا در منوی غذایی خود قرار داد.

## واژه‌شناسی
از آنجا که واژه پوتانا("puttana ") تقریباً به معنای "فاحشه" یا "خودفروش" است و پوتانسکا(puttanesca) صفتی است که از آن کلمه گرفته شده‌است، نظریه ای وجود دارد که این غذا در یکی از بوردلوها در محله طبقه کارگری ناپل یعنی محله اسپانیایی‌ها (Quartieri Spagnoli)اختراع شده‌است. از سوی دیگر، جرمی پارزن، مورخ مواد غذایی، پیشنهاد می‌کند که این نام بیشتر به استفاده عملی از پوتانسکا «puttanesca» در ایتالیایی مربوط می‌شود تا تعریف تحت اللفظی آن: «ایتالیایی‌ها از پوتانا puttana (و واژه‌های مرتبط با آن) تقریباً به همان صورتی که ما از آشغال در فارسی (در زبان انگلیسی shit) استفاده می‌کنیم، به‌عنوان یک ناسزای همه‌منظوره استفاده می‌کنند؛ بنابراین شاید منظور از واژه ماکارونی آلا پوتانسکا بیان این جمله باشد که «من فقط هر آشغالی از توی کابینت که دم دستم آمد را در ماهیتابه ریختم».

## غذای اصلی
سس این غذا به تنهایی در ایتالیایی سوگو آلا پوتانسکا(sugo alla puttanesca) نامیده می‌شود. دستور ساخت این سس ممکن است با توجه به سلیقه های محتلف  متفاوت باشد. به عنوان مثال، بر خلاف نسخه محبوب در لاتزیو، نسخه ناپلی بدون آنچوی تهیه می‌شود. ادویه جات نیز گاهی اضافه می‌شوند، اما در بیشتر موارد، سوگو بدون ادویه و تنها کمی شور (از کاپاریس، زیتون و آنچوی) و کاملاً معطر (از سیر) است. به‌طور سنتی، سس با اسپاگتی سرو می‌شود، اگرچه با پنه، بوکاتینی، لینگوئین و ورمیشل نیز قابل سرو است.
سیر و آنچوی (که در نسخه ناپلی حذف شده‌است) در روغن زیتون تفت داده می‌شوند. فلفل چیلی خرد شده، زیتون، کاپاریس، گوجه فرنگی خرد شده و پونه کوهی (اورگانو) را به همراه نمک و فلفل سیاه به طعم اضافه می‌کنند. سپس آشپز با دم کشیدن این مخلوط را غلیظ کرده و روی اسپاگتی که آل دنته (ترد و خشک) پخته شده می‌ریزد. در آخر هنگام سرو کمی جعفری خرد شده نیز روی آن می‌ریزند.

## یادداشت
^ a: در این کاربرد، puttanata یک اسم ایتالیایی به معنی چیز بی‌ارزش می‌باشد. این واژه از واژه ایتالیایی فاحشه puttana مشتق شده‌است.